# Lierbyen
Lierbyen är en tidigare tätort som utgör centralort i Liers kommun i Buskerud fylke i sydöstra Norge. 